# 1972년 러시아의 극동 지명 변경
1972년 러시아의 극동 지명 변경은 1972년의 중소 국경 분쟁 이후 소련 측에서 극동 지방의 중국식/퉁구스식 지명을 러시아식으로 바꾸어 버린 일이다.

## 개요
1972년까지만 해도 러시아의 프리모르스키 지방(연해주)에는 많은 만주어와 같은 퉁구스 계통이나 중국식의 지명들이 존재하고 있었다. 이 지역은 1860년의 베이징 조약 이전까지 역사적으로 청나라의 영토였기 때문에, 러시아가 이 지역을 차지하였을 때 청나라의 봉금령에도 불구하고 이 지역에는 일정 수의 사람들이 살고 있었고, 러시아 지리학자들과 개척자들은 그들이 사용하는 토착 지명을 그대로 사용한 경우가 많았기 때문이다. 그래서 포시예트, 블라디보스토크, 슬라뱐카와 같은 러시아식 지명들이 쑤이펀허와 같은 토착 지명과 공존하였다. 하지만, 중소 국경 분쟁 이후에, 소련은 분쟁의 여지를 줄이고자 중국식 지명을 모두 없애고자 결정하였다. 이에 따라 중국식 지명인 쑤이펀허(綏芬河; 수분하)는 라즈돌나야강으로, 얀치헤(延秋; 연추)는 추카노보로 등으로 개명되게 되었다. 이뿐만 아니라, 툴라마(tulama) 만과 같은 퉁구스식 지명 역시 슬라뱐카 만과 같이 개명되었다.

## 주요 지명 비교
- 海参崴(해삼위) : Владивосток(블라디보스토크)
- 摩阔崴(마활위) : Посьет(포시예트)
- 双城子(쌍성자) : Уссурийск(우수리스크)
- 海兰泡(해란포) : Благовещенск(블라고베셴스크)
- 野猪河(야저하) : Дальнего́рск(달네고르스크)
- 庙街(묘가) : Николаевск-на-Амуре(니콜라옙스크나아무레)
- 伯力(백력) : Хабаровск(하바로프스크)
- 土拉子(토랍자) : Славянка(슬라뱐카)
- 瓦倫(와륜) : Комсомольск-на-Амуре(콤소몰스크나아무레)
- 雅克薩(아극살) : Албазино́(알바지노)
- 奴儿干城(노아간성) : Тыр(티르)
- 快当别(쾌당별) : Турий Рог(투리이 로그)
- 趙老背(조노배) : Григорьевка(그리고롑카)
- 灠溝崴(남구위) : Нахо́дка(나홋카)
- 黃土坎子(황토감자) : Арсе́ньев(아르세니예프)
- 库页岛(고혈도) : Сахали́н(사할린)
- 尼布楚(니포초) : Нерчинск(네르친스크)
- 伊曼(이만) : Дальнереченск(달네레첸스크)
- 雅蘭蘇(아란소) : Партиза́нск(파르티잔스크)
- 西南岔(서남차) : Черемшаны(체렘샤니)
- 外兴安岭(외흥안령) : Станово́й хребе́т (스타노보이산맥)